# Jüdische Gemeinde Raon-l’Étape

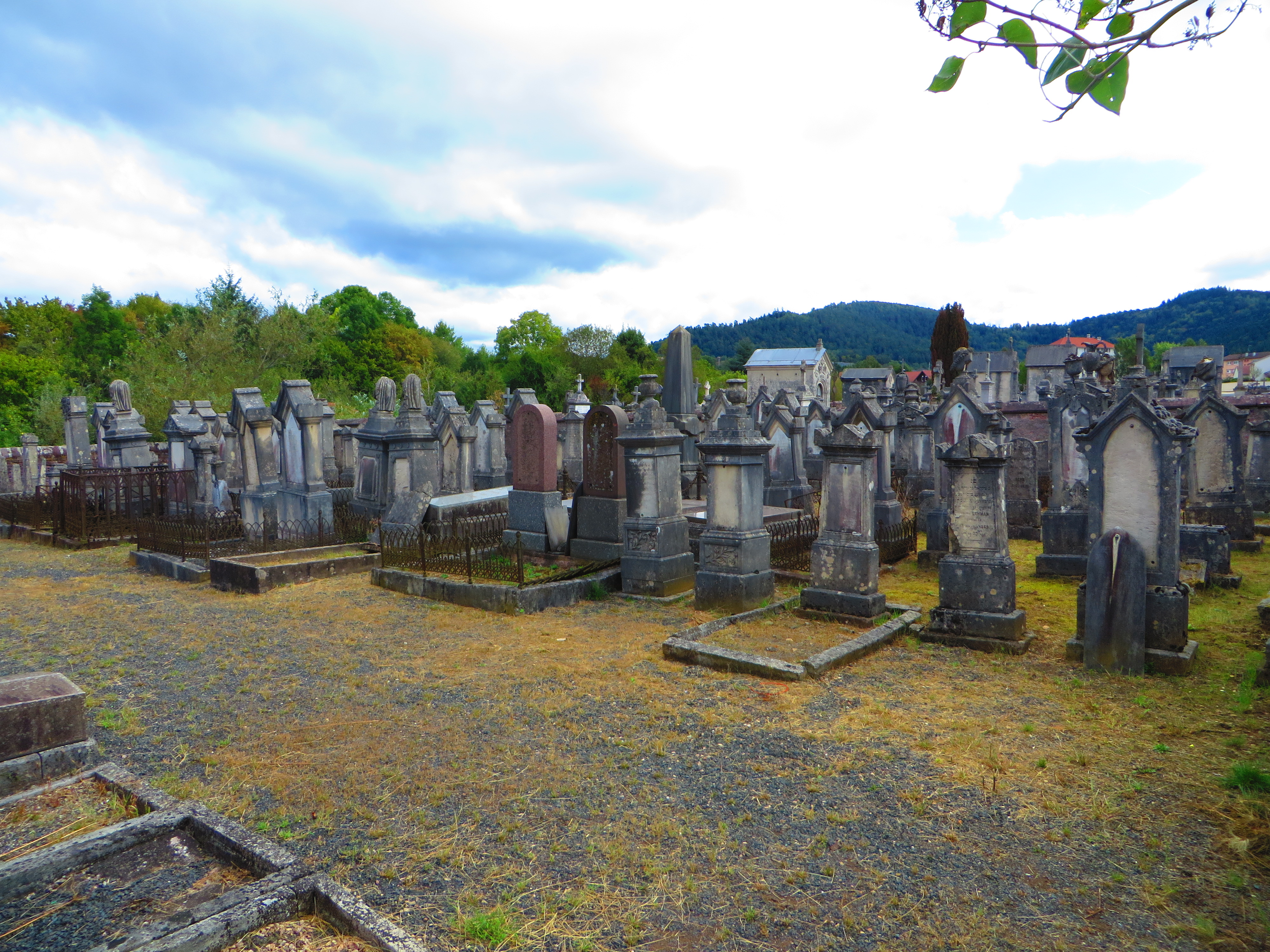
Jüdischer Friedhof von Raon-l’Étape

Eine Jüdische Gemeinde in Raon-l’Étape im Département Vosges in der französischen Region Lothringen bestand bis zum Holocaust.

## Geschichte
Eine Synagoge in Raon-l’Étape befand sich bis 1849 am Quai de la Victoire. Danach wurde eine neue Synagoge erbaut, die nach der Deportation und Ermordung der jüdischen Bevölkerung 1949 zerstört wurde.
An der Fassade des Rathauses von Raon-l’Étape befindet sich eine Gedenktafel, die an die ermordeten Juden erinnert.

## Friedhof
Der jüdische Friedhof in Raon-l’Étape ist das einzige Zeugnis der ehemaligen jüdischen Gemeinde. Er befindet sich in der Rue Aristide Briand und liegt direkt neben dem kommunalen Friedhof. Der jüdische Friedhof wurde 1861 errichtet und besitzt ungefähr 200 Grabsteine (Mazevot). Der älteste ist für einen Bestatteten, der am 5. Oktober 1865 starb.